# Liquorice
„Liquorice“ е вторият сингъл на американската рапърка и певица Азалия Банкс, издаден на 4 декември 2012 г. във Великобритания. Песента е от EP-то ѝ „1991“. Тя използва семпъл от „Pineapple Crush“ на Лоун.Демо версията на песента е издадена на 17 декември 2011 г.

## Музикален видеоклип
Банкс е направила два клипа към песента. Официалната версия е издаден на 14 юни 2012 г. Режисиран е от Ранкин.На 10 юли 2012 г. Банкс издава първоначалната версия.

## Изпълнения на живо
Азалия Банкс изпълни песента на турнето ѝ „Fantasea Tour“.

## Траклист
1. „Liquorice“ (цензурирана) – 3:16[6]

## История на издаване
| Държава        | Дата               | формат            | Музикален издател |
| -------------- | ------------------ | ----------------- | ----------------- |
| Великобритания | 4 декември 2012 г. | Дигитално сваляне | Polydor           |